# 桃花坪街道
桃花坪街道，1942-2017年稱桃洪镇，是中华人民共和国湖南省邵陽市隆回县下辖的一个乡镇级行政单位。

## 歷史
漢武帝元朔五年（公元前124），都梁侯国置「桃花坪」城邑。南朝梁时徒邵陵郡治于桃花坪。清乾隆四十年（1775）開始成為集鎮。
桃花坪的古代原址是平地，在現代的桃花坪街道横江村；今天的桃花坪由橫江村往東遷了數公里，是山地丘陵，没有“坪”的地貌特征。

## 行政沿革史
明洪武五年（1372）设桃花坪通判府署、外委署及紫阳、隆回（今司门前）、长鄄三巡检司。1942年，中華民國將桃花坪升格為鎮，為建鎮之始。2017年12月，桃洪镇被撤，改置桃花坪、花门两个街道。

## 行政区划
桃洪镇下辖以下地区：
荷叶塘社区、双井社区、桃花社区、洪塘社区、梨子园社区、大井社区、竹山塘社区、永胜社区、紫霞园社区、寺山村、南山村、烟霞村、集材村、青云村、白里村、白竹桥村、马杓村、紫溪村、南塘村、文昌村、竹塘村、荆枝村、大花村、观音村、叶家村、罗家村、曙光村、金门村、荫山村、茶场村、资江村、澄水村、黄花村、木山村、紫阳村和青丰村。